# Tanypus unifascipennis
Tanypus unifascipennis är en tvåvingeart som först beskrevs av Zetterstedt 1838.  Tanypus unifascipennis ingår i släktet Tanypus och familjen fjädermyggor.
Artens utbredningsområde är Sverige. Inga underarter finns listade i Catalogue of Life.